# Ambassis kopsii
Ambassis kopsii is een straalvinnige vissensoort uit de familie van Aziatische glasbaarzen (Ambassidae). De wetenschappelijke naam van de soort is voor het eerst geldig gepubliceerd in 1858 door Bleeker.